# Große Kirche (Schoonhoven)

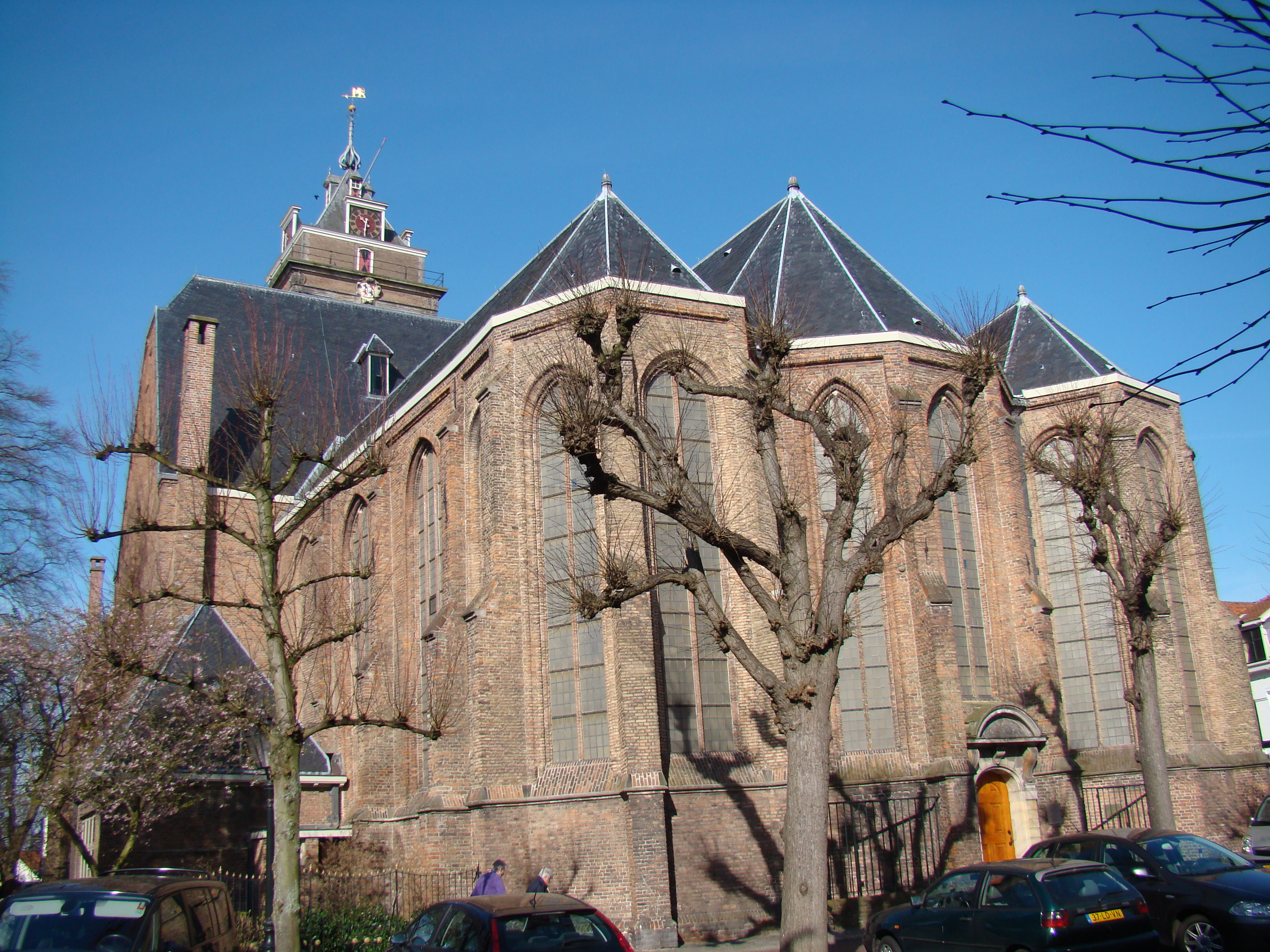
Bartholomäuskirche Schoonhoven

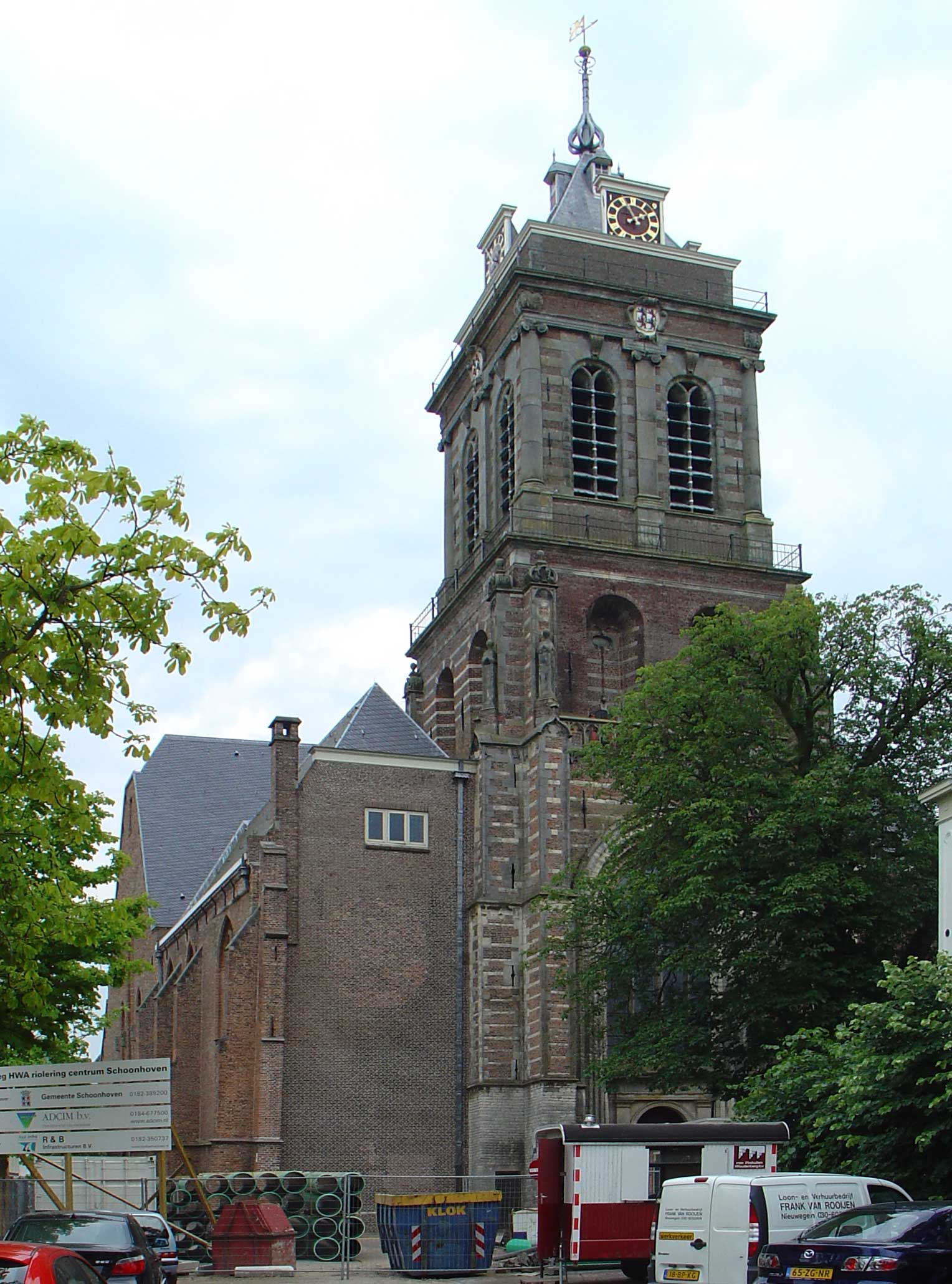
Turm

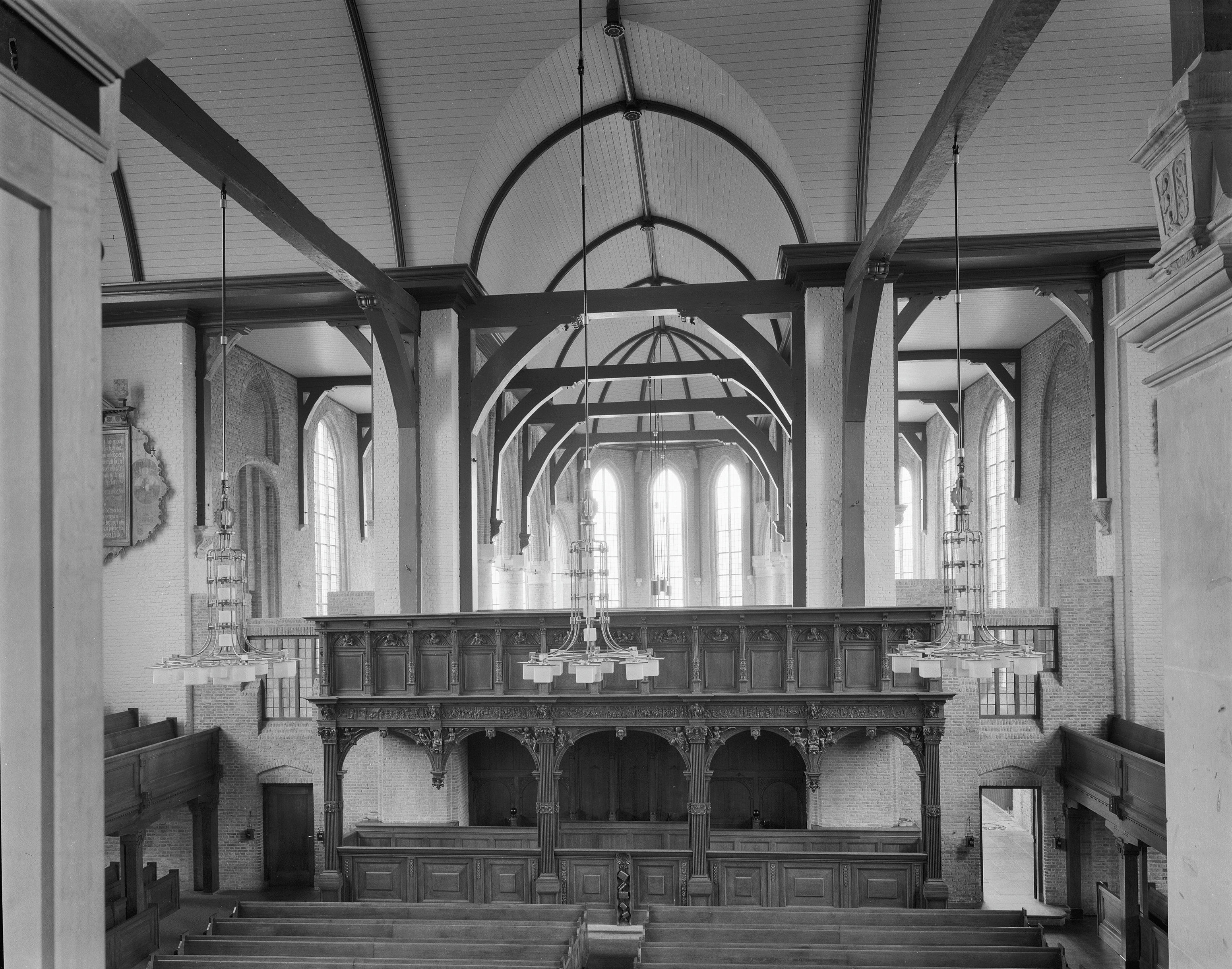
Innenansicht (1984)

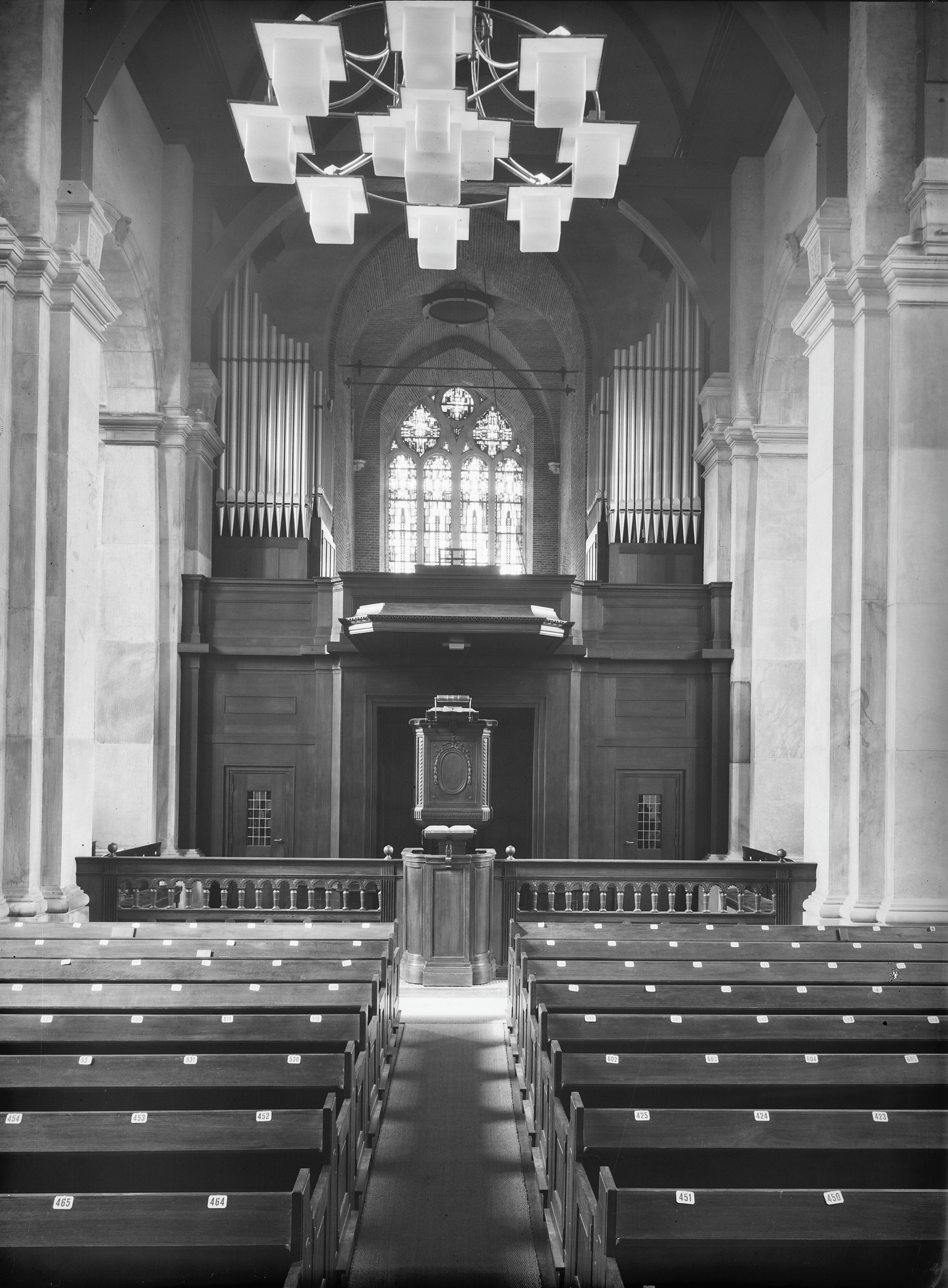
Innenansicht nach Westen

Die Große oder Bartholomäuskirche (niederländisch Grote of Bartholomeüskerk) ist die protestantische Hauptkirche in der Stadt Schoonhoven, in der niederländischen Provinz Südholland.

## Geschichte
Die Kirche wurde wahrscheinlich im 13. oder 14. Jahrhundert am Hafen gebaut. Zumindest 1354 wird eine dem Apostel Bartholomäus geweihte Kirche erwähnt, die ursprünglich eine Kirche mit Kreuzgrundriss war und 1658 zu einer Hallenkirche erweitert und mit Säulen im dorischen Stil versehen wurde. Laut einem Gedenkstein in der Kirche wurde das Norddach 1657 komplett erneuert und 1658 wurden Mängel ausgebessert. Nach der Reformation im 16. Jahrhundert wurde sie zu einer evangelischen Kirche. Die Katholiken bauten später eine eigene neue Kirche am Wall, die ebenfalls nach Bartholomäus benannt wurde.
Der Turm stammt aus dem 15. Jahrhundert. Da der Turm im Laufe der Zeit immer mehr aus dem Lot geriet, wurde Anfang des 20. Jahrhunderts vorgeschlagen, den Turm abzureißen, doch schließlich entschied man sich für eine Restaurierung von Kirche und Turm. Während der Restaurierung, die von 1927 bis 1934 dauerte, wurden sechzig Betonpfosten eingeschlagen, um einen Einsturz des Turms zu verhindern. Seitdem ist der Turm um etwa anderthalb Meter aus dem Lot gewichen. Seit dieser Restaurierung hat die Kirche ein sehr breites Querschiff.
Als Abtrennung vom Chor steht ein Renaissance-Lettner aus dem 16. Jahrhundert, der vor der Reformation als Chor- und Orgelbühne diente und später zu einer Herrenbank umgebaut wurde.
Die Kirche wird für die Gottesdienste der reformierten Gemeinde von Schoonhoven genutzt.

## Besondere Grabsteine in der Kirche

### Olivier van Noort
In der Kirche befindet sich auch das Grab des Entdeckers Olivier van Noort. Sein Grabstein befindet sich nicht mehr auf dem Grab, sondern steht in der Mauer der Kirche. Der Stein trägt die Inschrift: „Hic ille est totum velis qui circuit orbem et a Magella quartus Oliverius“ (Dies ist derjenige, der den Globus umrundet hat, und der vierte nach Magalhães, Olivier).
Im Jahre 1775 wurde eine Kanone, die Olivier van Noort der Stadt geschenkt hatte, in mehrere Glocken umgegossen, die im Glockenspiel der Kirche dienen. Die größte von ihnen trägt die folgende Inschrift: “Myn schor geloey op reys, voor dapperen van Noort, klinkt na een lange rust, thans in een fray akkoort.”

### Livinus van den Borre, Heckenprediger
Am 14. Januar 1610 starb der Schoonhovener Prediger Livinus van den Borre. Er war achtundvierzig Jahre lang Prediger gewesen. Laut seinem Grabstein in der Kirche hatte er in der Frühzeit der Reformation als Heckenprediger in Wäldern, Feldern und Hecken rein und klar das Gotteswort gepredigt. Die Ernennung eines konservativen Predigers zu seinem Nachfolger führte zu heftigen Protesten seiner rechten Anhänger, die vom Rat der Stadt Schoonhoven hart bestraft wurden.

## Orgel
Die Kirche besaß bereits im 15. Jahrhundert eine Orgel, die um 1535 durch eine vermutlich vom Orgelbauer Hendrik Niehoff gefertigte Orgel ersetzt wurde, und bei der Restaurierung Anfang des 20. Jahrhunderts in die Rotterdamer Laurenskerk als Querhausorgel versetzt wurde. Im Jahr 1975 wurde die Hauptorgel durch ein neues Instrument der Firma Gebrüder Van Vulpen ersetzt.